# Fronteira Mianmar–Tailândia
A fronteira entre Mianmar e Tailândia é uma linha de 2.416 quilômetros de extensão na direção nordeste-sudoeste, que separa o leste de Mianmar do oeste da Tailândia. É marcada pelos cumes dos Montes Tenasserim e os rios Moei, Salween e Ruak para o norte, e Kraburi ao sul. De sul a norte, a fronteira vai desde o Mar de Andamão até ao noroeste da Tailândia, na fronteira tríplice entre Mianmar, Tailândia e Laos.
No momento, há uma disputa pendente sobre a propriedade de algumas pequenas ilhas no Mar de Andamão.

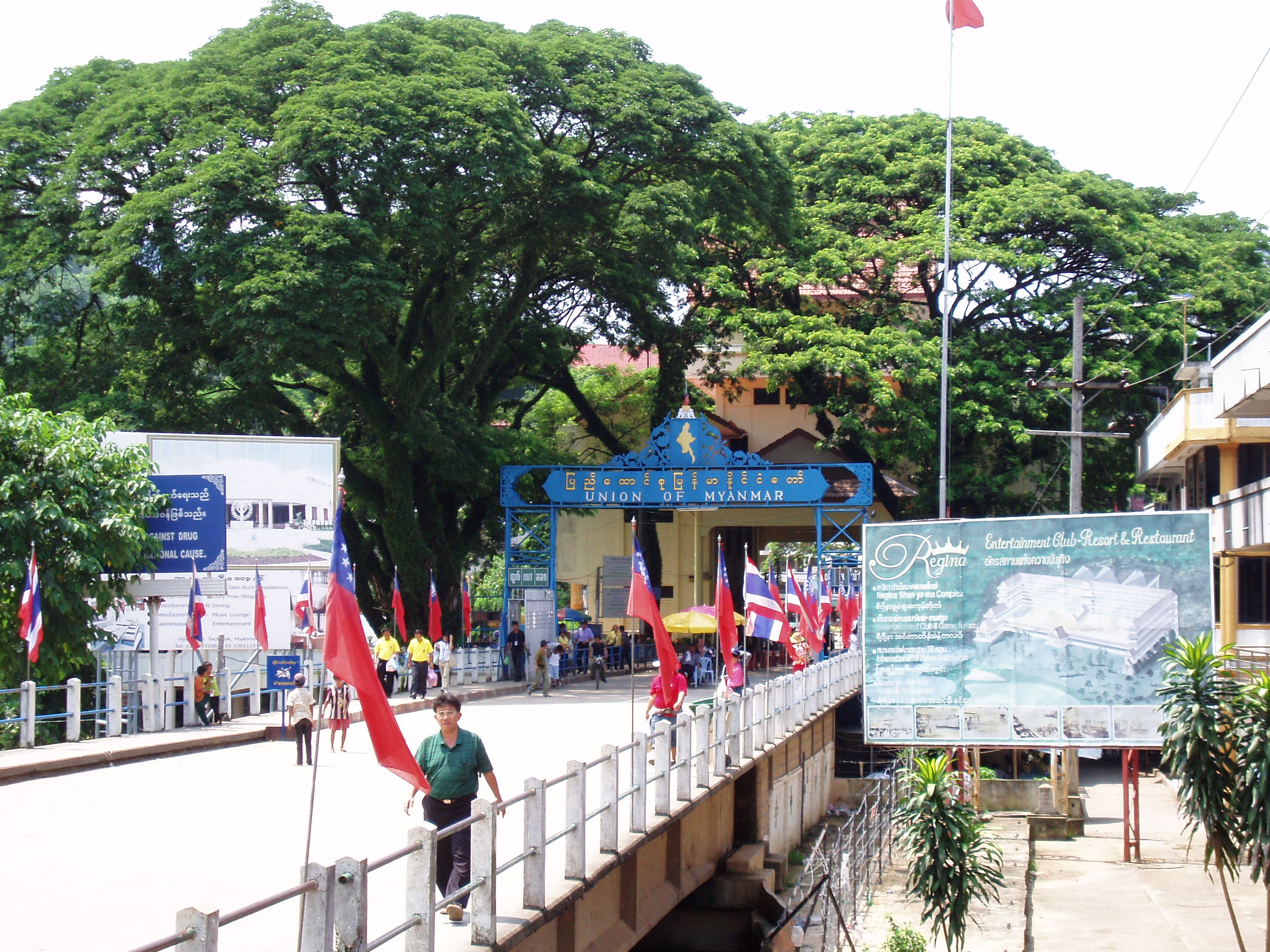
Posto fronteiriço na região de Mae Sai.

De 2010 a 2012, uma longa série de escaramuças ocorreram na fronteira entre o Tatmadaw (exército birmanês) e as brigadas do Exército Democrático Budista dos Karen e do Exército de Libertação Nacional Karen. Os confrontos eclodiram ao longo da fronteira com a Tailândia logo após as eleições gerais em 7 de novembro de 2010. Estima-se que 10.000 refugiados fugiram para a vizinha Tailândia para escapar do violento conflito. Havia a preocupação de que, devido ao descontentamento com as eleições e especulações de fraude eleitoral, o conflito degenerasse em uma guerra civil.